# Urosticte ruficrissa
Urosticte ruficrissa (лат.) — вид птиц из семейства колибри. Обитают на склонах Анд в Колумбии и Эквадоре (по некоторым данным, также в Перу). Естественной средой обитания являются субтропические или тропические влажные горные леса, опушки.

## Биология
Питаются представители вида нектаром цветов и насекомыми. Сезон размножения продолжается с января по апрель. Гнездо эти птицы строят в 2-4 м над землёй.

## Описание
Длина 9-10 см, вес 4-4.2 г. У самцов — средних размеров прямой чёрный клюв.
МСОП присвоил виду охранный статус LC.